# 京都市立大宅小学校
京都市立大宅小学校（きょうとしりつ おおやけしょうがっこう）は、京都府京都市山科区大宅にある公立小学校。

## 沿革
- 1969年12月 - 京都市立勧修小学校大宅分校と決定

## 通学区域
以下の中学校区を通学区域とする。
- 京都市立大宅中学校

## 著名な出身者
- 小泉エリ（マジシャン、タレント、吉本興業）
- 畑田亜希（ファッションモデル）
- 山崎雅人（プロサッカー選手、現　大分トリニータスタッフ）
- 松井大輔（プロサッカー選手、横浜FC）
  - 以上4人は同級生である。

## 通学区域が隣接している学校
- 京都市立大塚小学校
- 京都市立山階小学校
- 京都市立山階南小学校
- 京都市立勧修小学校
- 京都市立小野小学校
- 京都市立北醍醐小学校
- 京都市立醍醐小学校
- （滋賀県）大津市立石山小学校 [1]